# (11252) Лаэрт
(11252) Лаэрт (лат. Laertes) — типичный троянский астероид Юпитера, движущийся в точке Лагранжа L4, в 60° впереди планеты. Астероид был открыт 19 сентября 1973 года голландскими астрономами К. Й. ван Хаутеном, И. ван Хаутен-Груневельдом и Томом Герельсом в Паломарской обсерватории и назван в честь Лаэрта, одного из героев древнегреческой мифологии.

Орбита астероида Лаэрт и его положение в Солнечной системе